# Emma Previato

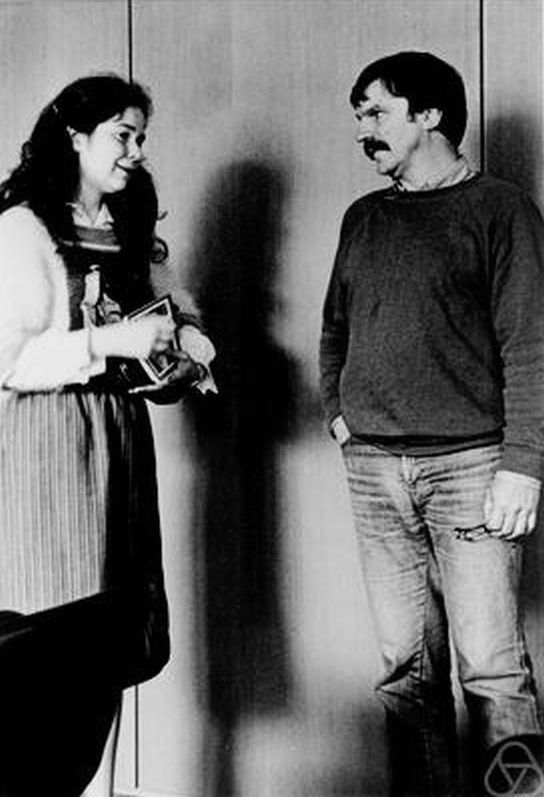
Emma Previato und Jean-Louis Verdier, Mathematisches Forschungsinstitut Oberwolfach, 1984

Emma Previato (* 29. November 1952 in Badia Polesine, Italien; † 29. Juni 2022 in Boston, Massachusetts, Vereinigte Staaten) war eine italienisch-US-amerikanische Mathematikerin und Hochschullehrerin. Sie war Professorin für Mathematik an der Boston University. Ihre Forschung befasste sich mit algebraischer Geometrie und partiellen Differentialgleichungen.

## Leben und Werk
Previato wurde als Tochter von Bice und Pierluigi Previato geboren. Sie studierte Mathematik an der Universität Padua, wo sie 1974 ihren Abschluss erhielt und bis 1978 Assoziierte Professorin war. Von 1978 bis 1983 war sie Lehrbeauftragte für Mathematik an der Harvard University. Sie erwarb dort 1979 den Master-Abschluss und promovierte 1983 bei David Bryant Mumford mit der Dissertation Hyperelliptic Curves and Solitons. Anschließend forschte sie als Assistenzprofessorin an der Boston University und wurde 1992 außerordentliche Professorin. 1991 war sie Gastprofessorin am Mathematical Sciences Research Institute in Berkeley, Kalifornien. 1998 wurde sie zur Professorin an der Boston University ernannt.
An der Boston University gründete sie Sektionen der Mathematical Association of America und der Association for Women in Mathematics. Sie veröffentlichte über 80 Forschungsartikel, war Herausgeberin und Mitherausgeberin von sechs Büchern und organisierte mehrere internationale Forschungsworkshops und Konferenzen. Sie war Redaktionsmitglied mehrerer Fachzeitschriften.

## Auszeichnungen und Ehrungen
Previato erhielt folgende Auszeichnungen:
- 2003: Northeastern Section Award, Mathematical Association of America
- 2015–2016: Honorary Scarlet Key, Boston University
- 2018: Albert Nelson Marquis Lifetime Achievement Award 2018, Who’s Who.

## Mitgliedschaften
- American Mathematical Society
- Mathematical Association of America
- London Mathematical Society
- European Network of Projective Geometry
- Association of Members of the Institute for Advanced Study
- Radcliffe Association

## Veröffentlichungen (Auswahl)
- Dictionary of Applied Math for Engineers and Scientists (Comprehensive Dictionary of Mathematics). Taylor & Francis Ltd, 2018, ISBN 978-1-138-44252-8.
- mit David A. Ellwood: Grassmannians, Moduli Spaces and Vector Bundles (Clay Mathematics Proceedings, Band 14) (englisch). American Mathematical Society, 2011, ISBN 978-0-8218-5205-7.
- mit M. R. Adams, J. Harnad:  Isospectral Hamiltonian flows in finite and infinite dimensions. I. Generalized Moser systems and moment maps into loop algebras. Comm. Math. Phys. 117, 1988, no. 3, S. 451–500.
- Hyperelliptic quasiperiodic and soliton solutions of the nonlinear Schrödinger equation. Duke Math. J. 52, no. 2, 1985, S. 329–377.
- mit J. C. Eilbeck, V. Z. Enolski, S. Matsutani, Y. Ônishi: Abelian functions for trigonal curves of genus three. Int. Math. Res. Not. IMRN 2008, no. 1, Art. ID rnm 140, 38 pp.